# Coup d'État de 1944 en Roumanie
Le coup d'État roumain du 23 août 1944 est un épisode de la Seconde Guerre mondiale. Organisé par la résistance roumaine sous l'égide du roi Michel Ier, il permet de renverser le dictateur Ion Antonescu, de mettre fin à la collaboration du royaume de Roumanie avec les forces de l'Axe et de faire entrer le pays dans le camp des Alliés. En effet, malgré l'avancée de l'Armée rouge sur le front de l'Est et son entrée en Roumanie en mars 1944, Ion Antonescu refusait de rompre son alliance avec le Troisième Reich.
Début 1944 l'opposition roumaine à la dictature du maréchal Antonescu (formée par les partis agrarien, libéral, social-démocrate et communiste) forme en juin 1944 une coalition nommée « Bloc national démocrate » qui, avec le roi Michel Ier, vise à renverser le Conducător, à déclarer la guerre à l'Axe et à retourner l'ensemble de l'armée roumaine contre l'Allemagne nazie (jusque-là seules deux divisions intégrées à l'Armée rouge, « Tudor Vladimirescu » et « Horia-Cloșca-Crișan », combattaient contre les nazis). De longues tractations officieuses ont lieu avec les Alliés occidentaux à Ankara (la Turquie est neutre) par l'intermédiaire du prince Barbu Știrbei, et avec l'Union soviétique à Stockholm (la Suède aussi est neutre) par l'intermédiaire de Neagu Djuvara, diplomate roumain qui négocie sous l'égide de l'ambassadeur Frederic Nanu un armistice avec l'ambassadrice soviétique Alexandra Kollontaï.
L'offensive soviétique sur Iași et Chișinău en Moldavie, le 20 août 1944, avait semé assez de panique dans l'état-major roumain pour qu'Ion Antonescu perde le soutien de l'armée : le 23 août, le roi convoque donc le maréchal pour une entrevue au palais royal, le destitue et le fait arrêter, nomme un nouveau gouvernement composé de militaires et d'hommes politiques pro-Alliés et annonce à la radio le renversement d'Antonescu, la demande d'armistice avec les Alliés et la déclaration de guerre à l'Allemagne nazie et à la Hongrie. Pour l'armistice, Staline fit tarder sa réponse jusqu'au 12 septembre 1944 afin de permettre à l'Armée rouge d'occuper entièrement la Roumanie en s'emparant de tout le matériel de l'armée roumaine qui avait reçu l'ordre de ne pas se défendre.
Dans les heures et les jours qui suivent, les forces du Troisième Reich, commandées par le général Johannes Frießner, tentent de prendre le contrôle de la capitale roumaine et de stabiliser le front le long d'une ligne fortifiée située sur les Carpates orientales, le Siret et le bas-Danube, mais ce plan échoue car les forces roumaines parviennent à repousser les troupes de l'Axe hors de leur pays et, début septembre, il ne reste plus d'unité allemande importante sur le territoire. L'Armée rouge est à Bucarest le 31 août et le véritable maître de la Roumanie jusqu'au coup d'État. L'ambassadeur allemand Manfred Freiherr von Killinger se suicide pour ne pas être capturé par les soviétiques. Malgré l'entrée en guerre de la Roumanie contre le Troisième Reich le 24 août 1944 et la signature de l'armistice du 12 septembre 1944 avec les Alliés, l'occupation de la Roumanie par l'Union soviétique est celle d'un « pays impérialiste ennemi » et l'URSS, représentée à Bucarest par Andreï Vychinski, intervient directement dans les affaires du pays au point d'organiser un nouveau coup d'État le 6 mars 1945. Celui-ci impose un gouvernement communiste, lequel débouche le 30 décembre 1947 par la proclamation de la République « populaire » roumaine.

## Préliminaires

### Antonescu fait le choix de l'alliance allemande

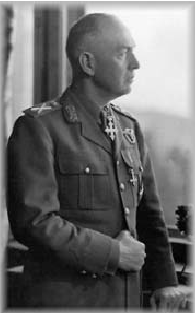
Le maréchal Ion Antonescu vers 1941.

Convaincu de l'impossibilité d'une victoire allemande après la défaite de l'Axe à Stalingrad, et alors que l'Armée rouge est déjà en Roumanie du nord-est depuis mars 1944 (Première offensive Iași-Chișinău), le maréchal Aontonescu, qu'une presse aux ordres qualifie de « Pétain roumain » et de Conducător (« guide ») tolère, à partir de 1943, les prises de contact de son bras droit, le vice-Premier ministre Mihai Antonescu (simple homonyme) avec les Alliés occidentaux,. Dès le départ, ces contacts sont compromis par la volonté des Anglo-Américains d'obtenir une reddition inconditionnelle de la part de la Roumanie et par le scepticisme des Britanniques, qui ne misent pas sur Antonescu mais envoient à Bucarest la mission Autonomous pour négocier avec l'opposition, notamment l'entourage de Iuliu Maniu. La stabilisation du front de l'Est après l'offensive Dniepr-Carpates et l'arrêt provisoire de l'avancée soviétique le 6 mai 1944 mettent finalement un terme à ces premières négociations, Antonescu reprenant espoir dans la capacité des forces de l'Axe à freiner l'ennemi.
En juin 1944, l'aggravation de la situation militaire allemande, avec la déroute du Groupe d'armées Centre en Biélorussie, le Débarquement de Normandie et l'échec relatif des missiles V1, obligent cependant le Conducător à admettre la nécessité de traiter avec l'ensemble des Alliés, y compris les Soviétiques. Moscou se montrant disposée à imposer des conditions moins strictes pour obtenir la paix, les Roumains imaginent pouvoir améliorer les conditions de l'armistice en menant des négociations parallèles au Caire (avec les trois puissances alliées) et à Stockholm (avec les seuls Soviétiques). Antonescu et Maniu essaient ainsi, chacun de son côté, d'obtenir des garanties pour que leur pays ne devienne pas un état communiste après la guerre.
De leur côté, les Allemands suspectent à juste titre Bucarest de chercher à se retourner contre eux. Le 5 août 1944, Adolf Hitler convoque donc le maréchal Antonescu dans son quartier général de Rastenburg. La rencontre est tendue, d'autant que le Führer refuse de répondre aux demandes de renforts du dictateur roumain et menace le pays de « représailles à la polonaise » en cas de défection, convainquant Antonescu de la nécessité de rester dans l'orbite de Berlin,. Pour le Conducător, l'objectif final reste en effet de poursuivre le combat contre les Soviétiques et comme Winston Churchill avait affirmé devant les Communes le 2 août qu'il ne soutiendrait jamais la Roumanie contre l'URSS, Antonescu n'a d'autre choix que l'alliance avec le Reich. Il refuse donc de répondre à la proposition que Moscou lui a adressée en juin. Toutefois, il envoie le 12 août de nouveaux émissaires à Istanbul pour faire aux Anglo-Américains de nouvelles propositions de paix, assorties d'avantages économiques pour l'Après-guerre. Mais les conditions d'armistice par lesquelles lui répondent les Alliés poussent le Conducător à rester fidèle à l'Allemagne,,.
Pendant cette période, Antonescu déclare au général Heinz Guderian qu'un complot contre sa personne, similaire à celui subi par Hitler le 20 juillet 1944, est impossible. Pourtant, à cette époque, le projet de coup d'État est déjà en marche et des généraux roumains conspirent contre le maréchal avec l'opposition car le refus d'Antonescu de renoncer à l'alliance allemande détermine le roi Michel Ier de Roumanie et l'opposition à mettre en œuvre son renversement,.

### L'opposition se tourne vers les Alliés

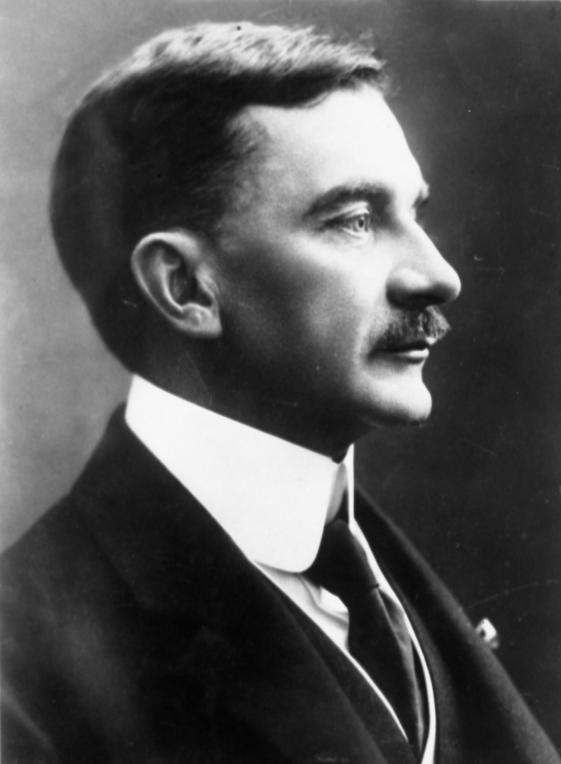
L'ancien Premier ministre Iuliu Maniu, principale figure de l'opposition politique à Ion Antonescu.

Les tractations entre l'ancien Premier ministre Iuliu Maniu et les dirigeants communistes roumains avaient commencé à l'automne 1943, et une coalition de partis opposés à la dictature du maréchal Ion Antonescu se forme en juin 1944. Elle inclut le Parti national paysan de Maniu, le Parti national libéral, le Parti social démocrate (en) et le Parti communiste roumain, minuscule mais très influent du fait de la puissance soviétique. Cette coalition, qui reçoit le nom de « Bloc national démocrate »,,,,, n'est en réalité qu'un accord pragmatique entre des forces qui ne se font pas confiance mais qui sont toutes résolues à renverser le Conducător, signer un armistice immédiat avec les Alliés et se retourner contre les forces de l'Axe,,. Les nationaux-paysans et les libéraux souhaitent en effet rétablir le régime parlementaire antérieur à la dictature carliste mise en place par Carol II en 1938. Les mouvements de gauche (unis, depuis avril, dans une alliance qui profite surtout aux communistes) quant à eux visent l'instauration d'un État communiste. Cependant, dans les réunions clandestines pour coordonner les opérations militaires postérieures au renversement d'Antonescu, les communistes ont l'avantage de fournir les francs-tireurs partisans nécessaires aux opérations.
Le 29 juin 1944, Iuliu Maniu informe ses représentants au Caire de la création du « Bloc national démocrate » et leur demande d'obtenir des Alliés l'envoi, en Roumanie, de trois brigades et le début des bombardements de la Hongrie et de la Bulgarie afin d'éviter l'écrasement rapide du royaume par l'Axe après le renversement d'Antonescu,,. Maniu promet, en échange, d'ouvrir le territoire roumain à l'Armée rouge, ce qui était l'une des exigences des Alliés. Cependant, malgré cela, les envoyés de Maniu n'obtiennent aucune réponse de la part des Alliés,. En effet, Britanniques et Américains se montrent prêts à accepter la proposition mais ils sont bloqués par le représentant soviétique, dont le gouvernement reste silencieux. Au même moment, l'ambassadrice soviétique à Stockholm Alexandra Kollontaï est en pleine négociation de paix avec l'ambassadeur roumain Frederic Nanu, représentant Antonescu, politiquement condamné, et l'URSS se montre peu encline à traiter avec Maniu qui a la sympathie des occidentaux. Dans ces conditions, la date du 15 août 1944, initialement prévue par les conspirateurs pour organiser le coup d'État, est retardée,.

### L'Allemagne maintient sa confiance à la Roumanie
Il est difficile de reconstituer dans quelle mesure les responsables politiques et militaires allemands présents en Roumanie ont conscience de l'intensité et de l'ampleur de l'opposition à leur domination. L'ambassadeur allemand Manfred Freiherr von Killinger, maître de facto de la Roumanie, se méfie de plus en plus d'Ion Antonescu et suggère même aux autorités du Reich de le remplacer par un nouveau gouvernement plus docile, tout en gardant sur le trône le roi Michel Ier, alors que celui-ci est au centre des conspirations anti-allemandes. En fait, les dignitaires nazis sont convaincus de leur emprise sur Bucarest et considèrent que toute tentative de trahison serait facilement réprimée par les forces allemandes.
Adolf Hitler ayant été convaincu de la loyauté d'Antonescu lors de leur rencontre du 5 août 1944, refuse d'envoyer des renforts en Roumanie et s'oppose au transfert de la 4e SS Polizei Panzergrenadier Division de Belgrade vers Bucarest. Le 21 août, le Führer écarte, en les qualifiant de « rumeurs infondées », les informations que la Luftwaffe lui transmet concernant l'imminence d'un coup d'État contre le Pétain roumain (comme Antonescu se plaisait à se qualifier). Ainsi, la veille du coup d'état royal, une réunion du haut-commandement allemand concernant la situation militaire dans les Balkans n'évoque même pas la situation de la Roumanie,, alors qu'une nouvelle offensive soviétique en Moldavie a commencé le 20 août. Le commandement allemand est très cloisonné en Roumanie, ce qui complique la réaction du Reich face à un soulèvement. Les chefs de la Luftwaffe tel Alexander Holle qui voient leur carburant et des pièces de rechange « disparaître », s'attendent à un « coup de poignard dans le dos », alors que le général Johannes Frießner qui commande la Wehrmacht a confiance dans la puissance de ses 677 000 hommes en Roumanie, sans compter les unités SS présentes sur sol roumain.

## Contexte du coup d'État

### Préparation du putsch royal
Les services secrets roumains ayant collecté, pour le compte du maréchal Antonescu, des informations concernant la localisation des unités allemandes déployées dans le pays, le roi Michel Ier et le général Constantin Sănătescu parviennent à y avoir accès grâce à la collaboration de membres de l'état-major. Durant leurs préparatifs, le souverain et son bras droit échouent, en revanche, à obtenir la participation concrète des hauts gradés déployés sur le front qui allèguent la présence de nombreuses unités allemandes intercalées entre les leurs, pour rejeter le projet de putsch anti-allemand prévu en juillet. Par conséquent, tout au long du mois de juillet, les militaires les plus actifs dans la conspiration (le général Constantin Sănătescu à la Cour, les responsables militaires de Bucarest et ceux de la région de Ploiești) augmentent le nombre d'unités roumaines présentes dans la capitale. Ils cherchent ainsi à compenser le handicap initial roumain face aux Allemands. Pour négocier directement sur place avec les conspirateurs, une mission clandestine inter-Alliée nommée Autonomous du SOE fut parachutée à Bucarest où le général Constantin Sănătescu lui fournit un appartement discret et des moyens de communication.

### Nouvelle offensive soviétique et rupture du front

Le front roumain entre mars et août 1944.

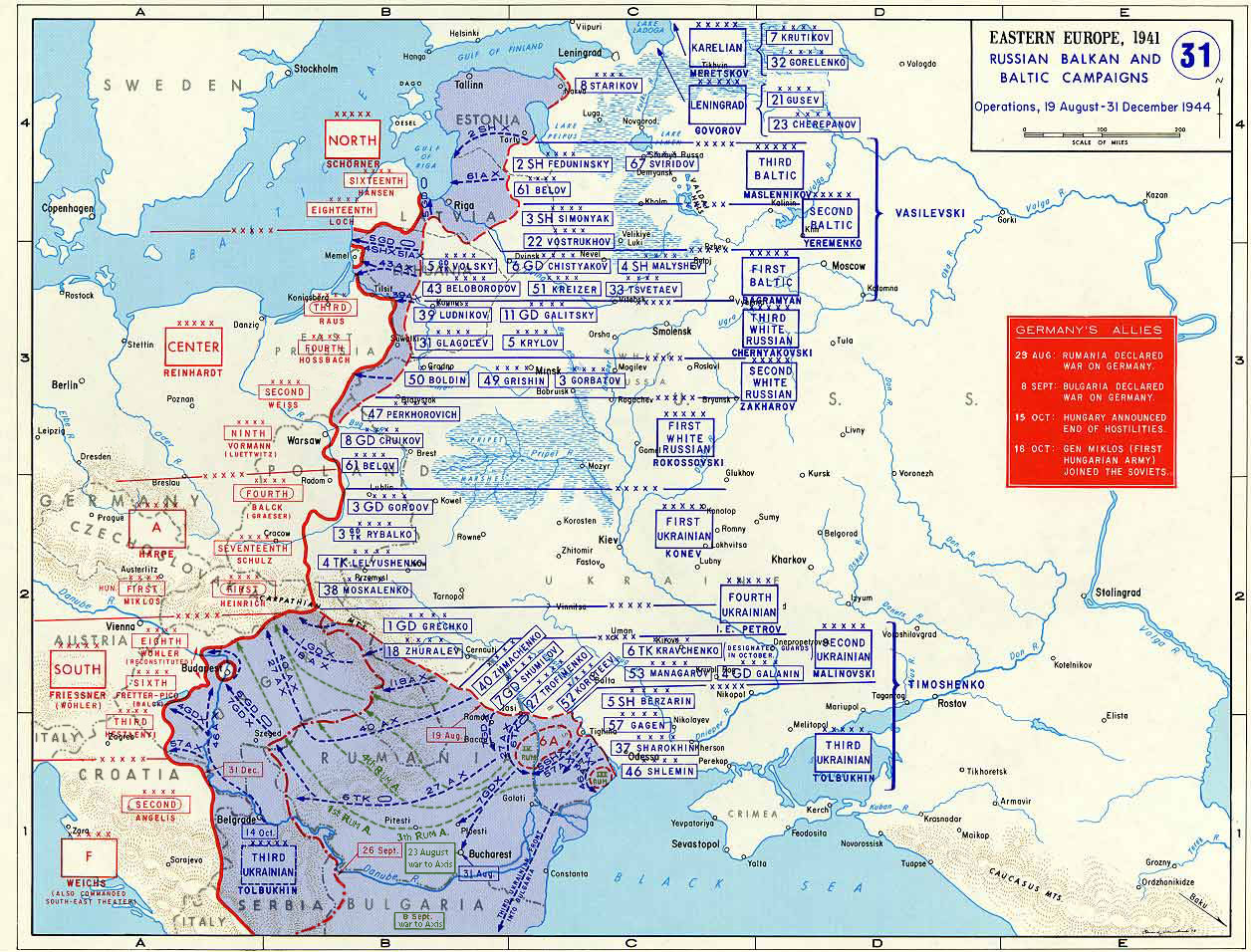
L'avancée des forces soviétiques en Europe de l'Est entre août et décembre 1944.

Le 20 août 1944, alors que la mission alliée « Autonomous » du SOE est à Bucarest,, Mihai Antonescu sollicite la médiation de la Turquie pour obtenir un armistice avec la Grande-Bretagne et les États-Unis. Au même moment, les Soviétiques lancent une seconde offensive Iași-Chișinău contre les forces de l'Axe,,,. Le Deuxième et le Troisième front ukrainien éperonnent les défenses germano-roumaines dans le but d'atteindre le Danube inférieur et les Carpates. Les conspirateurs, qui n'ont reçu de Moscou aucune réponse à leur demande de soutien militaire, comprennent qu'ils vont devoir agir vite.
Le maréchal Antonescu se rend sur le front pour y constater l'étendue des dégâts. Il constate alors que, non seulement l'Armée rouge menace de rompre les défenses germano-roumaines et d'occuper l'ensemble de la Roumanie, mais que ce sont les unités allemandes, et non les Roumaines, qui offrent la plus grande résistance à l'avancée soviétique. Désormais convaincu de l'impossibilité de stopper l'assaut soviétique, le maréchal rentre à toute vitesse à Bucarest pour informer les Allemands et le roi de la gravité de la situation militaire, qui affaiblit le soutien que les armées lui fournissait.
La nuit du 21 août, Ion Antonescu demande à l'ambassadeur Manfred von Killinger via le représentant économique du Reich, Carl August Clodius (de), d'employer toutes les réserves allemandes pour soutenir le front, et, lors du conseil des ministres extraordinaire qu'il organise dans la matinée du 22, fait connaître au gouvernement roumain son intention de poursuivre la lutte aux côtés de l'Allemagne nazie. Le 23 août au matin, il limoge les généraux Gheorghe Avramescu (ro) et Petre Dumitrescu accusés d'avoir ouvert le front aux Soviétiques, et les remplace par l'un de ses fidèles : Ilie Șteflea (ro).

## Le Coup d'État royal et le retournement de la Roumanie

### Mise en place du coup d'État
La seconde offensive Iași-Chișinău oblige les conspirateurs à accélérer le mouvement et crée assez de panique dans l'état-major pour désolidariser d'Antonescu la plupart des généraux. Le 20 août, Michel Ier et les militaires conjurés, de retour de Sinaia après l'annonce de l'attaque soviétique, fixent la date du putsch au 26 août,. Le plan du monarque consiste à inviter Ion et Mihai Antonescu à déjeuner et à les limoger au cas où ils refuseraient de négocier avec les Alliés. Après la destitution du « Pétain roumain » et de son bras droit, le roi formerait un nouveau gouvernement composé de membres de l'opposition, qui demanderait l'armistice aux Alliés et exigerait le retrait des Allemands de Roumanie. Réunis secrètement dans la nuit du 21 août, les membres de l'opposition donnent leur accord au souverain pour la date du 26 puis ils entrent dans la clandestinité,,. Cependant, l'annonce du maréchal Antonescu qu'il regagnera le front le 24 contraint le roi à décider d'avancer la date au 23,.

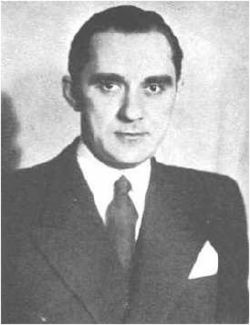
Le vice-Premier ministre Mihai Antonescu, bras droit du maréchal homonyme.

Le soir du 22 août, Mihai Antonescu propose au Conducător de solliciter enfin l'armistice aux Alliés, suggestion que ce dernier ne rejette pas,. Le vice-Premier ministre envoie donc l'attaché Neagu Djuvara à Stockholm, pour informer l'ambassadeur roumain Frederic Nanu que le gouvernement accepte la proposition d'armistice soviétique. Cependant, le message ne parvient à la capitale suédoise que le 24 août,,. Le vice-Premier ministre fixe par ailleurs un rendez-vous entre le roi et le maréchal à 15h00, sans que ce dernier lui ait donné son accord. Gheorghe I. Brătianu se rend donc auprès du « Pétain roumain » pour obtenir qu'il se rende à l'audience avec le souverain,.
Le 23 août à 9h00, le colonel Dragomir, chef d'état-major de la IVe Armée roumaine, téléphone à Constantin Sănătescu pour l'informer de l'incapacité des forces roumaines à ralentir l'avancée soviétique, ce qui convainc un peu plus les conspirateurs de la nécessité d'agir très rapidement. De son côté, après avoir promis aux leaders de l'opposition Iuliu Maniu et Dinu Brătianu de solliciter un armistice auprès des Alliés dans la matinée, le Ion Antonescu envisage la possibilité d'un retrait des forces roumaines au sud de la Moldavie sur la ligne fortifiée Carpates-Focșani-Danube afin d'y poursuivre les combats.
À midi, le Conducător, ayant reçu des informations toujours plus préoccupantes concernant la situation militaire, décide de retourner sur le front le soir même,. Soutenu par l'épouse du maréchal, le vice-Premier ministre Mihai Antonescu tente alors de le convaincre de se rendre à l'invitation du souverain avant de partir. Le « Pétain roumain » finit par accepter le rendez-vous avec Michel Ier, mais seulement à la condition qu'Iuliu Maniu et Dinu Brătianu s'engagent par écrit à soutenir sa demande d'armistice aux Alliés,, pendant qu'il résisterait au sud de la Moldavie tout en négociant l'armistice avec les Soviétiques et en informant les Allemands de ses intentions afin de se réserver la possibilité de quitter Bucarest pour passer à l'Ouest avec l'aide des Allemands en cas d'échec,. Pendant ce temps, le roi essaie en vain de localiser les membres de l'opposition passés dans la clandestinité, pour les informer de son intention d'arrêter Antonescu durant l'audience de l'après-midi, et Gheorghe Brătianu échoue lui aussi à trouver Maniu et son oncle pour leur demander l'appui que le maréchal exige d'eux. Cette incapacité à trouver les chefs de l'opposition irrite le maréchal, qui décide de repousser l'entrevue avec le monarque,.

### Le roi Michel renverse Antonescu
Face à l'intransigeance du Conducător, Mihai Antonescu se rend seul à l'entrevue fixée avec le roi,. Le général Constantin Sănătescu téléphone alors au maréchal pour le convaincre de ne pas défier Michel Ier dans un tel moment de crise. Convaincu par cet argument, le Conducător accepte finalement de se rendre au palais royal, malgré son mépris pour le souverain. Il arrive au palais à 16h00 et expose au monarque la situation militaire et ses projets. Michel Ier lui demande de les simplifier en demandant immédiatement l'armistice et en abandonnant toute idée de résistance afin de convaincre les Alliés de la bonne volonté roumaine. Le Conducător s'y oppose catégoriquement,,,,, et le roi, après s'être retiré un instant pour aviser ses collaborateurs de son intention, le démet aussitôt de ses fonctions,.

Le palais royal de Bucarest, théâtre de l'arrestation d'Antonescu le 23 août 1944.

Michel Ier ordonne ensuite à sa garde d'arrêter le maréchal Antonescu et le vice-Premier ministre, qui sont enfermés dans une pièce du palais vers 17h00,. Dans les heures qui suivent, le souverain fait également arrêter d'autres partisans du Conducător, qui sont appelés au palais royal sous le prétexte d'un conseil extraordinaire,,. Le monarque rétablit en outre la constitution de 1923 et nomme un nouveau gouvernement avec, à sa tête, le général Sănătescu,,,,,,. Les autres membres du cabinet sont tous des militaires ou des hommes politiques affiliés au Bloc national,,,,,.
Vers 18h30, les conspirateurs mettent à exécution leurs plans contre les Allemands. Dans un premier temps, ils isolent le quartier général allemand de Bucarest en coupant ses lignes téléphoniques. Puis, des unités roumaines occupent les points stratégiques de la capitale. Pendant ce temps, le chef des services secrets roumains, un fidèle d'Antonescu qui ne s'est pas rendu au palais royal au moment où on l'y convoquait, communique aux Allemands ses doutes sur un probable coup d'État, et vers 20h00, l'ambassadeur von Killinger fait irruption au palais royal pour tenter d'intimider le souverain. Michel Ier et son nouveau Premier ministre Sănătescu ne cèdent pas aux menaces et lui « conseillent vivement » de « retirer les troupes allemandes du pays pour leur éviter d'être attaquées par l'armée roumaine ». Vers 21h00, un groupe de communistes arrive à son tour au palais pour transférer les deux Antonescu en lieu sûr en attendant leur extradition vers URSS (l'une des conditions d'armistice),,,.
À 22h00, Michel Ier fait une déclaration radiodiffusée durant laquelle il annonce la rupture des relations diplomatiques avec le Troisième Reich et la demande d'armistice avec les Alliés,. Il y ajoute sa détermination à récupérer la Transylvanie du Nord, attribuée à la Hongrie par le Deuxième arbitrage de Vienne de 1940,,,. Dans le même temps, le Premier ministre Sănătescu ordonne aux représentants roumains présents au Caire d'accepter les conditions d'armistice présentées par les Alliés le 12 avril,. Vers 23h00, le général Gheorghe Mihail (ro), nouveau chef de l'état-major roumain, ordonne à ses unités d'expulser les forces allemandes du pays et d'empêcher celles-ci de se concentrer dans les Carpates,. Peu de temps après, le monarque abandonne la capitale pour se réfugier dans les montagnes et éviter d'être capturé au cas où les Allemands parviendraient à s'emparer de Bucarest.

## Conséquences du coup d'État

### Réaction allemande
Le coup d'État royal prend les autorités allemandes totalement de court,,,. Le commandant des unités du Reich présent sur le front roumain recommande donc un repli immédiat de ses forces en Hongrie mais Adolf Hitler ordonne l'occupation de Bucarest et l'installation d'un nouveau gouvernement plus fidèle au régime nazi,,,. 

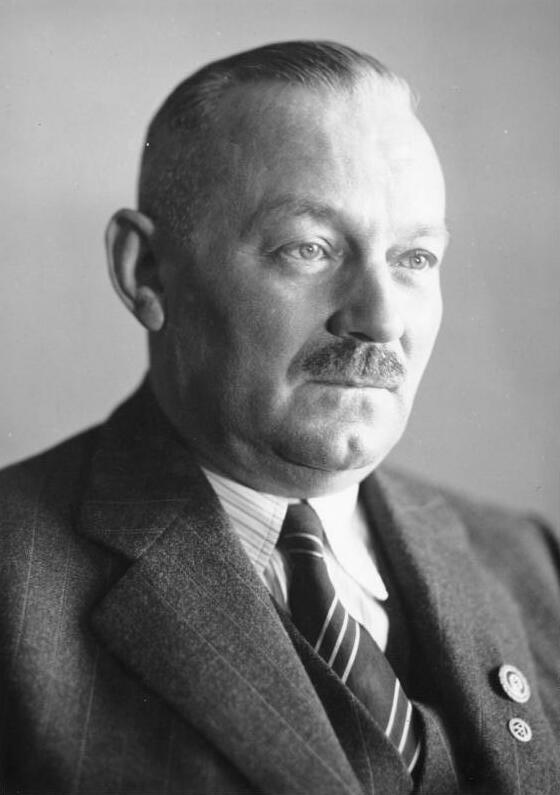
L'ambassadeur allemand Manfred Freiherr von Killinger, qui dirigea de fait la Roumanie de décembre 1940 à l'été 1944.

En Roumanie même, deux des principaux commandants allemands en poste à Bucarest rencontrent, dans la nuit du 23 au 24 août, le Premier ministre Constantin Sănătescu qui leur réitère ses exigences de retrait. L'un d'eux, le général Alfred Gerstenberg (de), responsable de la Luftwaffe, demande alors l'autorisation de se retirer avec ses hommes à Ploiești pour organiser l'évacuation. Cependant, une fois sur les lieux, le militaire décide de ne pas honorer sa promesse mais de suivre les ordres d'Hitler et d'écraser la capitale roumaine,. De fait, plusieurs unités allemandes originaires du front, de Ploiești et même de Yougoslavie sont concentrées au nord de Bucarest afin de s'en emparer. Au même moment, pourtant, les Roumains contrôlent presque entièrement leur capitale, et cela depuis la nuit du 23 août. Tout au long des journées des 24, 25 et 26, ils parviennent en outre à en éliminer les dernières poches de résistance allemande grâce à l'intervention de l'armée et de volontaires civils,. Manfred Freiherr von Killinger, ancien ambassadeur nazi ayant gouverné de facto la Roumanie jusqu'à son remplacement par Carl August Clodius (de) dont il devient le conseiller, s'est réfugié dans une résidence discrète et isolée de Săftica près de Bucarest, en compagnie de sa secrétaire. Le lendemain du coup d'état, le colonel roumain Eugen Cristescu et le général Constantin Tobescu l'y rejoignent et lui proposent une fois de plus la retraite sans combats de l'armée allemande de Roumanie, commandée par Johannes Frießner. Von Killinger refuse et les Roumains le font prisonnier et l'assignent à résidence. Apprenant que l'URSS, nouvelle puissance tutélaire de la Roumanie, exigeait de Bucarest que lui soient livrés tous les prisonniers allemands faits par les Roumains, Manfred von Killinger se suicidera le 2 septembre 1944,.
Une première tentative allemande pour reprendre le contrôle de Bucarest se déroule tôt dans la matinée du 24 août, avec l'intervention de la 5. Flak-Division, mais c'est un échec du fait de l'âpre résistance des forces roumaines. Quelques heures plus tard, une offensive terrestre dirigée par le général Gerstenberg qui vise à forcer l'entrée de la capitale depuis le nord ne donne pas plus de résultat. Enfin, d'autres assauts menés par des unités moins nombreuses venues d'autres directions échouent à leur tour. Par conséquent, Gerstenberg tente d'obtenir la reddition de Bucarest en la soumettant à d'intenses bombardements aériens. Aux alentours de 11 h 00 du matin, 150 avions allemands pilonnent ainsi la ville, ce qui aboutit notamment à la destruction partielle du palais royal mais pas à l'écrasement des forces roumaines. Par ailleurs, le Führer qui n'oublie pas le volet politique, fait parachuter à Bucarest un commando Waffen-SS dirigé par Andreas Schmidt, un saxon transylvain, gendre de Gottlob Berger, pour anéantir la mission inter-alliée du SOE « Autonomous » et libérer le maréchal Antonescu afin de le remettre au pouvoir. La mission échoue, Schmidt et son commando sont capturés et, comme tous les prisonniers allemands, y compris ceux originaires de la communauté allemande de Roumanie, il sera remis aux Soviétiques conformément aux décisions du gouvernement allié de Constantin Sănătescu. Hitler fait également appel au chef de la Garde de fer Horia Sima, emprisonné en Allemagne après sa tentative de putsch contre Antonescu en 1941, qui forme un cabinet fantoche à Vienne le 24 août. Ce nouveau gouvernement imaginé fin décembre 1943 par les nazis, n'obtient aucun soutien en Roumanie et ne parvient pas à constituer une alternative au régime de Michel Ier.

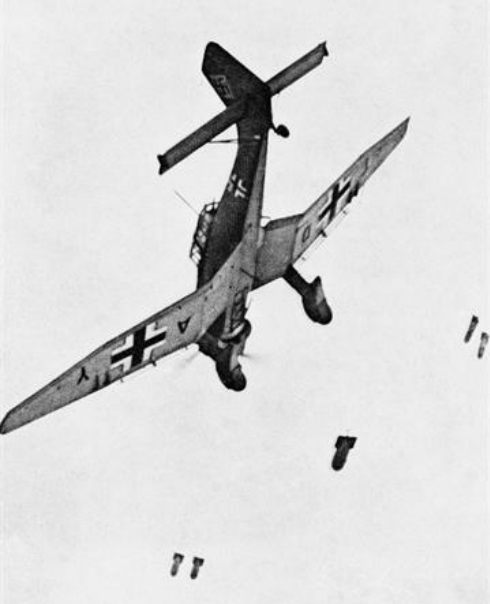
Bombardements par des stukas allemands en piqué.

Les attaques allemandes se poursuivent dans les jours suivants et causent de gros dégâts au centre de la capitale. Mais, trop peu nombreuses et soumises aux bombardements américains et au harcèlement des Roumains, les forces du Reich doivent commencer à se retirer dans la matinée du 28 août, même si une partie d'entre elles est encerclée au sud de Ploiești,. De durs combats se déroulent ensuite, jusqu'à la fin du mois d'août, autour de cette cité et de la vallée de Prahova, importante région pétrolifère et industrielle : ils aboutissent également à la victoire des troupes roumaines. Ces événements accélèrent la déclaration de guerre formelle de la Roumanie à l'Allemagne, qui est officialisée le 26 août.

### Expulsion des forces allemandes et occupation par l'Armée rouge

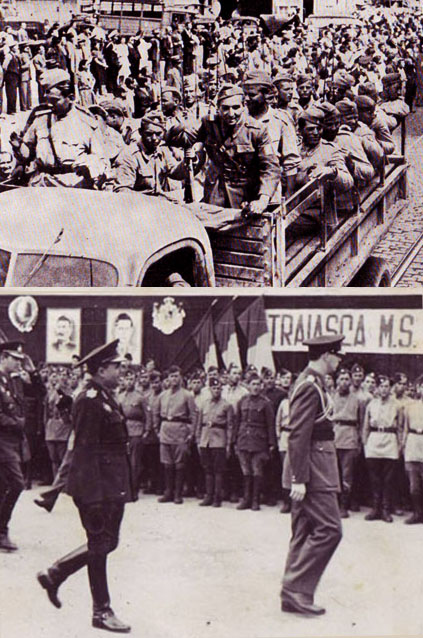
La division Tudor Vladimirescu lors de son entrée dans Bucarest fin août 1944 ; en bas, passée en revue par le roi Michel Ier début septembre.

Le retournement de la Roumanie conduit à la reddition de ce qui reste des deux armées roumaines combattant les Soviétiques sur le Prut et facilite ainsi l'encerclement de la 6e armée allemande durant la seconde offensive Iași-Chișinău. Le retrait roumain ouvre par ailleurs le delta du Danube et les portes des Carpates à l'Armée rouge, ce qui rend plus aisée son avancée vers la Hongrie, la Yougoslavie et la Bulgarie,. De fait, l'armée allemande se montre incapable de stabiliser le front le long des Carpates, comme elle l'avait prévu,, ce qui contribue à abattre son système défensif sur le flanc sud,.
Le haut-commandement soviétique ayant rejeté la demande de Constantin Sănătescu de limiter l'occupation de la Roumanie par l'Union soviétique à la Moldavie et la Dobroudja pour permettre aux forces roumaines d'expulser seules les dernières unités allemandes, les troupes soviétiques entrent dans Bucarest le 31 août 1944,,. Communistes inclus, l'armée et la classe politique roumaines font preuve de loyauté envers Michel Ier et aucune personnalité ne fait le choix de soutenir l'armée allemande ou Ion Antonescu,,,,.
En France, Le Figaro du vendredi 25 août 1944 annonce qu’Antonescu se serait enfui en Allemagne, alors qu'en réalité il fut livré aux Soviétiques comme ceux-ci l'exigèrent, puis fut détenu en URSS durant un an (le temps que les communistes roumains prennent le pouvoir) et enfin ramené en Roumanie, jugé et exécuté pour crimes de guerre. En moins de trois semaines, il ne reste plus aucun combattant allemand en Roumanie et, un mois plus tard, la Transylvanie est libérée des forces germano-hongroises qui l'occupaient.
Début septembre, le Reich ne possède plus aucune unité importante en territoire roumain, et, huit jours après le putsch royal, 5 000 soldats allemands sont morts et 56 000 autres ont été faits prisonniers avec leur matériel au cours de combats contre les forces roumaines. Au total, l'Allemagne nazie perd, sur le sol roumain, près d'un demi-million d'hommes dans sa lutte contre les Soviétiques et les Roumains. Après l'abandon de Bucarest, Berlin se trouve en outre privé d'importantes réserves de nourriture et de pétrole.

### Géopolitique
L'espoir du roi Michel Ier de faire reconnaître la Roumanie comme « co-belligérante » des Alliés, à l'exemple de Charles de Gaulle et de la France libre, sera déçu : ce statut ne lui sera pas reconnu, alors qu'il est accordé à des pays comme la Turquie ou le Venezuela qui ne sont intervenus contre l'Allemagne qu'à un mois ou 15 jours de la fin. En effet, l'importance de l'engagement roumain contre l'URSS et les crimes commis par l'armée roumaine sont vivement reprochés au pays : le régime Antonescu est considéré comme représentatif par les Alliés, bien qu'il soit issu d'un coup d'État et non d'une décision parlementaire comme le Régime de Vichy.
C'est pourquoi l'Armée rouge se comporte à son tour en occupante malgré la signature de l'armistice entre la Roumanie et les Alliés le 12 septembre 1944. Les Soviétiques s'immiscent dans la vie politique roumaine et minent la coalition formée autour de Sănătescu, jusqu'à obtenir la mise en place d'un gouvernement pro-communiste avec Petru Groza le 6 mars 1945. Toutefois, la contribution roumaine du côté allié (et le fait que le gouvernement fasciste hongrois de Ferenc Szálasi soit resté fidèle à l'Axe jusqu'au bout) vaudra à la Roumanie de récupérer la Transylvanie du nord au traité de paix de Paris de 1947.

## Exégèse

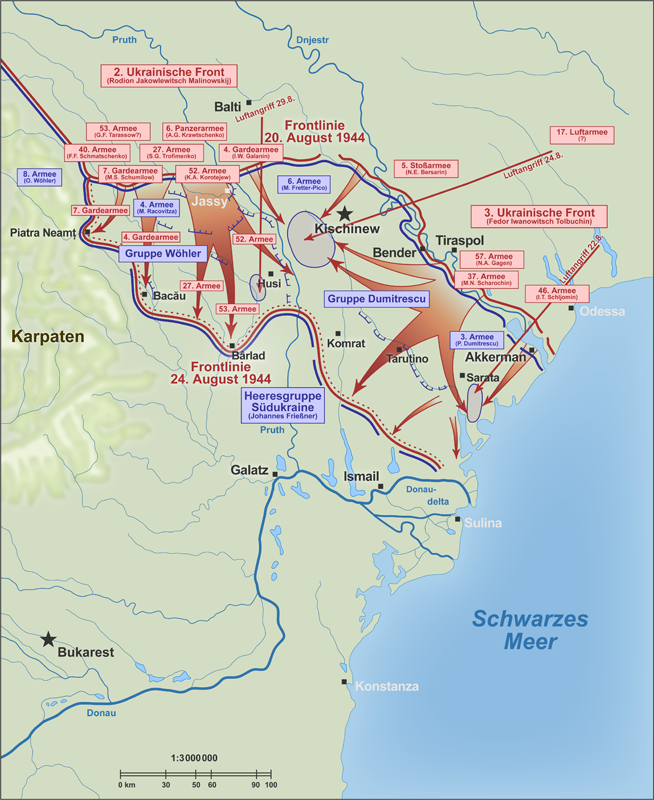
La seconde offensive Iași-Chișinău, en cours au moment du Coup d'État du 23 août 1944.

Alan Brooke, alors chef de l'état-major britannique, a estimé que par le coup d'état du 23 août 1944, la Roumanie a ouvert à l'Armée rouge les portes des Balkans, contraint la Wehrmacht à s'en retirer, raccourci la guerre en Europe de six mois et épargné des centaines de milliers de vies. Le général allemand Johannes Frießner, alors commandant du Groupe d'armées Sud décrit les mêmes faits pour les déplorer en tant que trahison des Roumains. Les défenseurs d'Ion Antonescu considèrent le coup d'État du roi Michel comme une tragique erreur, affirmant que si le roi avait attendu un mois ou deux de plus que ce soit le maréchal lui-même qui demande l'armistice, les Alliés occidentaux se seraient avancés plus profondément vers l'Est de l'Europe, réduisant d'autant la zone d'influence soviétique. Mais ce point de vue ne prend pas en compte le fait qu'à ce moment, la seconde offensive Iași-Chișinău était déjà en cours depuis trois jours, rendant inéluctable l'invasion rapide de la Roumanie par l'Union soviétique, et pas comme co-belligérant Allié (cas de la Pologne) ni même comme pays ennemi ayant déposé les armes en attendant l'armistice (ce qui fut le cas, ainsi qu'en Bulgarie), mais comme pays ennemi (cas de la Hongrie et de l'Allemagne nazie), l'exposant ainsi au pire traitement. Quoi qu'il en soit, à la conférence inter-Alliée „Tolstoi” de Moscou en octobre 1944, la délimitation des zones d'influence en Europe n'a tenu aucun compte de l'attitude de ces différents pays (la conférence de Yalta ne faisant qu'entériner ces délimitations) et du point de vie géographique, même si les armées occidentales avaient pénétré davantage en Europe centrale, elles n'auraient pas atteint la Roumanie qui, étant le plus oriental de tous les « pays de l'Est », ne pouvait être que le premier conquis et occupé par les Soviétiques.
Comme toute l'Europe de l'Est, la Roumanie avait perdu ses dernières chances d'éviter l'occupation soviétique dès l'hiver 1943, à la conférence de Téhéran, où Winston Churchill qui négociait en position de faiblesse, a dû , pour garder la Grèce dans la zone d'influence britannique, renoncer aux prétentions britanniques sur les autres pays est-européens, car, après que les Italiens se soient retirés du Dodécanèse (automne 1943), les Britanniques, privés de tout soutien américain, avaient subi une lourde défaite dans cet archipel égéen et ainsi perdu la possibilité de débarquer dans les Balkans. Dans le refus américain de soutenir les Britanniques de ce côté, le rôle-clef a été tenu par le principal conseiller, à ce moment, du président Roosevelt : Harry Hopkins qui a tant favorisé l'extension de l'Union soviétique en Europe de l'Est, qu'il a été soupçonné d'avoir été un agent d'influence soviétique piloté par l'agent du NKVD Ishak Ashmerov. Dans cette période cruciale où s'inscrit le coup d'état roumain du 23 août 1944, Churchill ne fut pas seulement affaibli par les Américains, mais aussi manipulé par les « Cinq de Cambridge », agents soviétiques qui dirigeaient les services de renseignement britanniques et qui le convainquirent que l'Europe orientale était, pour l'Occident, une cause perdue d'avance. 
Les défenseurs d'Ion Antonescu affirment aussi que le sort du « Pétain roumain » (comme il se qualifiait lui-même) aurait été injuste en comparaison de celui du maréchal finlandais Carl Mannerheim qui, après la guerre, a été considéré comme un héros dans son pays, mais ce point de vue passe sous silence le fait que Mannerheim a limité son offensive contre l'URSS à la Carélie perdue en 1940 sans même tenter de conquérir Mourmansk comme le lui demandaient les Allemands, n'a jamais ordonné à l'armée finlandaise de tuer des civils et a finalement préservé l'indépendance de son pays, tandis qu'Antonescu, loin de se contenter de reprendre aux Soviétiques les provinces roumaines perdues en 1940, a envoyé l'armée roumaine au massacre jusqu'à Stalingrad, a accusé tous les Juifs indistinctement d'être des „agents du bolchévisme, ennemis de la nation”, a ordonné à l'armée roumaine de les exterminer et n'a pas préservé son pays de l'invasion soviétique commencée sous sa gouvernance par la seconde offensive Iași-Chișinău : ce n'est pas à Carl Mannerheim qu'Ion Antonescu est comparable, mais plutôt au maréchal français Philippe Pétain.
Après la guerre, le coup d'état du 23 août 1944 réalisé par le « Bloc national démocrate » comprenant le Michel Ier et les partis agrarien, libéral ou social-démocrate, ainsi que le changement d'alliance de la Roumanie furent largement passés sous silence dans l'historiographie occidentale grand public, qui présente l'entrée des Soviétiques dans les Balkans en août-septembre 1944 comme la simple conséquence de la seconde offensive Iași-Chișinău menée par les généraux Rodion Malinovski et Fiodor Tolboukhine. C'est le cas de la quasi-totalité des manuels scolaires et des documentaires télévisuels comme la série « La Seconde Guerre mondiale en couleur » de Nick Davidson (8e épisode), mais aussi d'ouvrages plus spécialisés tel l'ouvrage de Pat McTaggart Red Storm in Romania.
En Roumanie même, durant les 45 années de la dictature communiste (6 mars 1945-22 décembre 1989) l'historiographie présente le 23 août 1944 (devenu fête nationale du régime communiste) comme une « révolution prolétarienne des paysans, ouvriers et soldats roumains sous la direction éclairée du Parti communiste roumain » renversant le  la « tyrannie fasciste et impérialiste de la monarchie bourgeoise-latifundiaire servante de l'Allemagne hitlérienne » (tirania fascistă și imperialistă a monarhiei burghezo-moșierești, slugă a Germaniei hitleriste). Ce n'est qu'après la chute de la dictature en 1989 que les historiens retrouvent leur liberté d'étudier et leur accès aux archives, rétablissant, mais dans un contexte d'indifférence croissante pour le passé, la réalité des événements.